# السحيل الشرقي (سيئون)
'

تعديل مصدري - تعديل

السحيل الشرقي هي إحدى قرى عزلة سيئون بمديرية سيئون التابعة لمحافظة حضرموت، بلغ تعداد سكانها 1108 نسمة حسب تعداد اليمن لعام 2004.